# Oligocladus
Oligocladus är ett släkte av plattmaskar som beskrevs av Lang 1884. Oligocladus ingår i familjen Euryleptidae.
Släktet innehåller bara arten Oligocladus sanguinolentus.